# Semana Santa en Tobarra
La Semana Santa de Tobarra es uno de los acontecimientos más importantes de la provincia de Albacete, (España) y una de las Semanas Santas más destacadas a nivel nacional.
Está declarada como Fiesta de Interés Turístico (BOE 10-XI-1983), Fiesta de Interés Turístico Regional (BOCM 19-VI-1984) y Fiesta de Interés Turístico Nacional (BOE 16-V-1988). Su tamborada de Semana Santa es Patrimonio Inmaterial de la Humanidad de la UNESCO.[actualizar]

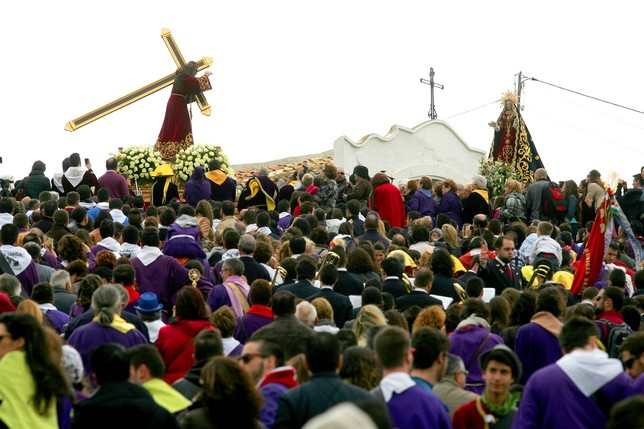
Bendición Semana Santa de Tobarra 2013

## Historia

### Los orígenes
Los orígenes de la celebración semanasantera en Tobarra son inciertos, aunque en todo caso bastante antiguos.
Sabemos que San Vicente Ferrer predicó en Tobarra en el año 1411. En varios lugares de España se atestigua la celebración de procesiones organizadas por el Santo, por ello es probable que algo de ello hubiera también en Tobarra.
Los datos documentales más antiguos indican que la Hermandad de la Sangre de Cristo existía al menos a finales del siglo XVI, y que durante el siglo siguiente esa hermandad va adquiriendo varias imágenes para su procesión del Viernes Santo de Madrugada. 
También está acreditada importancia de los franciscanos en la organización de las primeras Semanas Santas, muy probablemente, detrás de ellos está la mano de la construcción del vía crucis al Monte Calvario que hay en las afueras a la localidad, y adonde se dirigiría aquella procesión primigenia que hoy se mantiene el Viernes Santo en la Mañana.
Los franciscanos pudieron añadir, bien directamente, bien por medio de la Hermandad de la Sangre, tambores que el Viernes Santo simulaban el ruido producido en el momento en que Cristo muere en la Cruz. En el Bajo Aragón son varios los testimonios que apuntan a esa posibilidad, y en Tobarra perfectamente podría ser igual, una hipótesis apunta a ese como un posible origen de la tradición tamborilera que con el paso del tiempo acabaría separándose de la Procesión.
A partir del Siglo XVII comienzan a nacer otras hermandades, la primera probablemente la de Nuestro Padre Jesús, desgajada de la de la Sangre. Sabemos por testamentos que existía la Hermandad del Santo Sepulcro también en el Siglo XVII pero desconocemos si desfilaba en procesión o era sólo de culto en iglesia.
En el siglo XVII pertenecían también a la Sangre las imágenes de San Juan y del Cristo de la Columna. Ambas terminarían constituyendo hermandad propia probablemente entre finales del XVIII y principios del XIX.
De finales del siglo XVIII es la imagen de la Virgen de los Dolores, que los padres franciscanos adquirieron para su Convento de San José al imaginero Francisco Salzillo. Es una de las pocas imágenes que se conservan de la destrucción del verano de 1936.
En 1804 el imaginero Roque López, discípulo de Salzillo, entrega un grupo escultórico de un Prendimiento para su desfile en la Semana Santa de Tobarra.
La Hermandad del Ecce Homo atribuye la autoría de su imagen al escultor murciano "Carbonell" basándose en tesmonios orales que datarían la llegada a Tobarra de la imagen en 1875. En cualquier caso, la imagen existía con seguridad en los primeros años del siglo XX puesto que hay pruebas fotográficas que lo atestiguan, por lo que esa hipótesis es plausible. Al igual que sucediera con la Virgen de los Dolores, la cabeza del Ecce Homo también sobrevive a la Guerra Civil.
Esas mismas pruebas fotográficas nos muestran una Semana Santa de Tobarra plenamente consolidada a principios de siglo XX, con 12 hermandades -que hoy siguen en activo- y un "auto sacramental la Bendición, que continúa realizándose hoy en día.
Las ordenanzas municipales de 1906 hablan de la "salida de nazarenos con tambor", en todo caso y pese a la ausencia de documentos anteriores, entrevistas realizadas a Tobarreños nacidos en el tercer cuarto del siglo XIX atestiguan que "sus abuelos ya tocaban el tambor"

### Tras la Guerra Civil
A finales de julio de 1936 la mayor parte del patrimonio semanasantero de Tobarra es destruido y tiene que recuperarse de nuevo.
Tras la Guerra Civil, todas las hermandades se refundan, y restauran sus imágenes recuperadas o adquieren otras nuevas para recuperar las perdidas, la última hermandad en recuperarse fue el Cristo de la Columna, en 1954.
De la destrucción de la guerra sólo se conservan las imágenes de la Santísima Virgen de los Dolores, obra de Francisco Salzillo, y la cabeza del Ecce Homo, así como partes menores de otras imágenes, tronos y estandartes.
En 1944 el Ayuntamiento adquiere la imagen de un Cristo Resucitado, que nunca había tenido la Semana Santa de Tobarra y dos años después un paso de la Caída con cinco imágenes e inspirado en la Caída de Salzillo, ambas obras del escultor y ceramista Valenciano Roberto Roca Cerdá.
En la Postguerra tobarreña se utilizaron diversas formas de recuperar hermandades o de fundar otras nuevas. Fundamental es la figura del mecenas, mediante la cual una persona se hacía cargo de la adquisición de la nueva imagen. Así sucedió con Nuestro Padre Jesús, adquirido por Francisco Martínez en 1939, San Juan Evangelista, comprado un año después por Juan García Camacho, la Santa Mujer Verónica, comprada por Cristóbal Sánchez o la imagen de Santa María Magdalena, comprada en 1941 por Dolores López Montes, "La Chava".
El Cristo Resucitado y la Caída de Jesús son comprados mediante un recargo voluntario en el cupón del tabaco que compraban los tobarreños. Para este último grupo escultórico, faltó sin embargo dinero y el ayuntamiento encargó al gremio de los hiladores del cáñamo la organización de la hermandad y el pago de lo que había quedado por abonar. Costó en total 16.000 pesetas.
En 1954 fue otro gremio, el de los fruteros, el que se encargó de recuperar al Cristo de la Columna, de ahí recibe la hermandad como sobrenombre, el nombre de la fruta más característica de Tobarra el albaricoque "Moniquí"
Gremios y familias son la espina dorsal de las hermandades de Tobarra, tanto es así que durante mucho tiempo incluso es normal que las familias se hagan cargo de la organización y los gastos de los desfiles procesionales de algunas hermandades. Así sucede durante muchos años con San Juan, de cuyos gastos se hizo casi en exclusividad la familia de su Presidente Jesús García Martínez (Perijuán) y la Magdalena, que durante muchos años sale gracias al apoyo económico de la familia de su refundadora "La Chava" (familia Montes), y posteriormente se encarga al gremio de los baristas. 
La Cofradía del Descendimiento y la Virgen del Perdón son las últimas cofradías en fundarse para la Semana Santa de Tobarra.

## Procesiones
Todos los tronos son portados a hombros por los "agarráores" o "agarráoras", siempre en todas las procesiones al paso de las bandas de música o agrupaciones musicales que acompañan a cada hermandad respectivamente, ya sea paso lento o más alegre dependiendo del día.

### Domingo de Ramos: Procesión de las Palmas
Desfila la "Entrada de Jesús en Jerusalén", popularmente conocida como "Burrica" a hombros de cofrades de todas las hermandades. También desfilan todos los estandartes de la Semana Santa de Tobarra acompañados por niños y distintos componentes de esas mismas hermandades, así como la Unión Musical Santa Cecilia, cerrando la procesión. Sale de la Iglesia de la Asunción y regresa a la misma iglesia. - El tiempo que la iglesia permanezca cerrada por obras de restauración, saldrá desde el Convento Franciscano de San José, con regreso al mismo lugar.

### Lunes Santo: Procesión del Recuerdo
Desfilan la Hermandad de la Santa Cruz, Ecce Homo, y Caída de Jesús. También desfilan componentes del resto de hermandades de la Semana Santa de Tobarra. La procesión sale de la Ermita del Calvario tras la finalización de la Misa y termina en la Iglesia de la Asunción donde se coloca la Cruz en su trono y se realiza un homenaje a la imagen del Ecce Homo.

### Martes Santo: Procesión de la Oración en el Huerto
Participa la Hermandad del Prendimiento y la Oración en el Huerto, con el grupo escultórico de la Oración. Desfila desde la Iglesia de la Asunción hasta la Iglesia de San Roque.

### Miércoles Santo: Procesión del Prendimiento.
Participan la Hermandad del Prendimiento, que sale de la iglesia de San Roque y las hermandades de la Santa Cruz, Virgen del Perdón y Soldados Romanos, que salen de la iglesia de la Asunción. En el lugar donde se encuentran ambos desfiles (un lugar de la Calle Mayor conocido popularmente como "placeta de las pescaderías"), tiene lugar el Acto del Prendimiento.

### Jueves Santo: Procesión de la Amargura.
La denominación "Procesión de la Amargura" no es oficial, aunque ha aparecido en varias publicaciones oficiales de la Federación "Asociación de Cofradías de Semana Santa de Tobarra", el origen de la procesión es incierto, hay quien apunta a su no existencia antes de principios del siglo XX, pese a que la totalidad de las hermandades que participan en ella, salvo la Hermandad de la Caída de Jesús (Paso Gordo) existían antes de 1936.
Participan 12 hermandades, Santa Cruz, Jesús del Prendimiento, Cristo de la Columna, Ecce Homo, Soldados Romanos, Nuestro Padre Jesús, Santa Mujer Verónica, Caída de Jesús, Cristo de la Agonía, Santa María Magdalena, San Juan Evangelista y Virgen de los Dolores.

### Viernes Santo mañana: Procesión al Calvario. La Bendición
A las 8 de la mañana sale de la Iglesia de la Asunción la procesión con las mismas hermandades que desfilan el Jueves Santo en dirección al Monte Calvario. Al llegar a la cima tiene lugar la Bendición de Nuestro Padre Jesús, tras la cual la procesión emprende camino de regreso a la Plaza de España, donde se repite la Bendición y termina.

### Viernes Santo noche: Procesión del Santo Entierro
Parten desde la iglesia de la Asunción: Hermandad de la Santa Cruz, Santa Mujer Verónica, Virgen del Perdón, Santa María Magdalena, San Juan Evangelista, Hermandad del Santo Sepulcro, Soldados Romanos y Virgen de la Soledad; hasta "el calvario" donde se realiza el acto del entierro.

### Domingo de Resurrección: Procesión del Resucitado
La procesión tiene una doble salida, por un lado el Resucitado, que baja de la Encarnación, saluda a Santa María Magdalena y juntos, con los Soldados Romanos, parten hacia el Calvario por el barrio de San Roque el Viejo. El resto de las hermandades suben hacia el Calvario por la Calle Mayor y el Paseo. En la cima del Calvario se produce el Encuentro entre el Resucitado y la Virgen de los Dolores y la procesión regresa hacia la Plaza de España, donde se repite el Encuentro y termina.

## Actos oficiales

### Pregón de Semana Santa.
Cada año, desde 1980, se celebra el Pregón de Semana Santa de Tobarra. En su origen, se celebraba en el desaparecido Cine Avenida el Martes Santo, poco después se cambió de ubicación a la Iglesia de la Asunción, y de día, al sábado anterior a Domingo de Ramos.
El primer pregón de Semana Santa de Tobarra corrió a cargo de José María Hurtado Ríos, Hijo Predilecto de la Villa de Tobarra.
Desde 2015 se celebra en el Convento Franciscano de San José por las obras de restauración de la Iglesia de la Asunción.
Durante seis años, además del Pregón de Tobarra, se celebraron pregones fuera de nuestra localidad, en concreto, en Madrid, Barcelona, Valencia, Alicante, Lisboa y Albacete. Además de varios actos promocionales en otras localidades, como Elda.

### Jueves Santo: Oración.
A la finalización de la procesión de la Amargura se celebra el Acto de Oración. Consiste en una reverencia a modo de despedida entre San Juan Evangelista y la Santísima Virgen de los Dolores. Como telón de fondo se interpreta una marcha de procesión, normalmente "El Evangelista".

### Viernes Santo: Bendición y Entierro.

#### La Bendición.
La Bendición de Nuestro Padre Jesús en la mañana del Viernes Santo es el momento cumbre de la Semana Santa Tobarreña, miles de personas vienen exclusivamente para contemplar el instante en que los tambores callan a la vez al toque de silencio y la mano articulada de Nuestro Padre Jesús bendice a los cuatro puntos cardinales en el Monte Calvario. La Bendición tiene lugar cuando la procesión llega a la cumbre del monte, situado a las afueras de la localidad, en un lugar donde los padres franciscanos construyeron un Via Crucis. Al regreso a la Plaza de España, la bendición se repite. (ver abajo)

#### El Entierro.
A la llegada al Monte Calvario de la Procesión del Entierro el Viernes Santo por la noche, tiene lugar el Acto del Entierro a Jesús, con la participación de los Soldados Romanos y la imagen del Santo Sepulcro.
A la finalización de la procesión del Santo Entierro se celebra el Acto de Oración. Es un tipo de reverencia a modo de despedida entre la Hermandad de San Juan Evangelista y Soledad de María. Como telón de fondo se interpreta una marcha fúnebre por la Unión Musical Santa Cecilia de Tobarra.

### Domingo de Resurrección: Saludo Resucitado-Magdalena y Encuentro con la Virgen de los Dolores
El Encuentro tiene lugar la mañana de Domingo de Resurrección en la placeta del antiguo edificio de Correos. El Cristo Resucitado y Santa María Magdalena se encuentran y realizan tres reverencias hacia delante hasta juntar los palos delanteros de cada trono y tres hacia atrás para alejarse mientras suena el Himno Nacional, simulando el encuentro de Jesús de Nazaret con María Magdalena tras resucitar al tercer día. Tras la finalización del acto, ambas hermandades discurren por el recorrido de San Roque el Viejo.

## Actos no oficiales

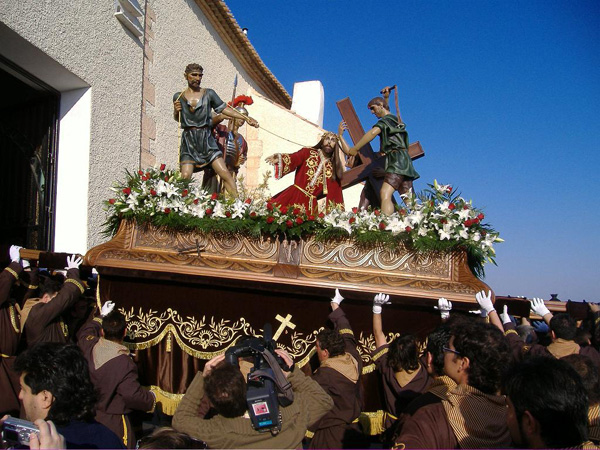
El "Paso Gordo" a su salida del Santuario de la Encarnación (Tobarra) la tarde de Jueves Santo

### Martes Santo: traslado del Santo Sepulcro
A la finalización de la misa en el Monte Calvario el Santo Sepulcro es bajado a hombros de tobarreños ataviados con túnica de tambor hasta la Iglesia de la Asunción, donde se guarda para su participación en la Procesión del Entierro el Viernes Santo por la noche.

### Jueves Santo: Bajada del "Paso Gordo".
Desde la Ermita de la Encarnación, donde se guarda todo el año, el Paso Gordo baja hasta la Plaza de España para incorporarse a la Procesión de Jueves Santo. Lo empinado de las cuestas convierte esta bajada en un espectáculo impresionante e indescriptible.

### Domingo de Resurrección: Cierre del Tambor a las 00:00 horas
Se comienza a celebrar en los años 90 del siglo XX en El Paseo, frente al Bar "El Paso", pero la posterior colocación del Monumento al Tambor en la Avenida va trasladando la celebración hacia esa nueva ubicación. En un primer momento el encargado de hacer callar el tambor es el cornetín, que interpreta el toque de silencio, encargándose de ello Franciso Martínez Alcaraz. Posteriormente, la colocación de unos relojes que van descontando la hora, sustituye el toque de silencio por una cuenta atrás, que al llegar a 00:00 hace callar a todos los tambores a la vez. 
A la finalización se interpreta el "Himno a Tobarra".

## Tradiciones
La Semana Santa de Tobarra es la tradición más importante del pueblo y está toda llena a su vez de otras tradiciones que la enriquecen, algunas son los actos oficiales y no oficiales antes descritos, otras son las que cada uno de los tobarreños se forja con el tiempo. Una de las tradiciones más destacadas para muchos tobarreños es la comida de Miércoles Santo. Cada cuadrilla se junta en su local, conocidas en Tobarra como garutos, para dar comienzo a la Semana Santa y al toque del tambor. Tras dar por finalizada la comida, en torno a las cuatro de la tarde, los grupos de amigos salen a las calles para dar comienzo a 104 horas de tambor ininterrumpidas.

## Hermandades
- Santa Cruz o "Cruz de la Toalla"
- Nuestro Padre Jesús del Paso del Prendimiento y la Oración en el Huerto. Desfila Martes Santo con el paso de la Oración en el Huerto.
- Cristo de la Columna o "Moniquí"
- Ecce Homo o "Señor de la Caña"
- Soldados Romanos o "Socios"
- Nuestro Padre Jesús Nazareno
- Santa Mujer Verónica
- Caída de Jesús o "Paso Gordo". Desfila el Domingo de Resurrección con la imagen de Cristo Resucitado.
- Santísimo Cristo de la Agonía
- Santa María Magdalena
- San Juan Evangelista
- Santísima Virgen de los Dolores y Soledad de María. Desfila en la Procesión del Santo Entierro con la imagen de la Virgen de la Soledad.
- Santo Sepulcro
- El Descendimiento.
- Virgen del Perdón.

En la procesión del Domingo de Ramos, todas las hermandades desfilan portando La Entrada de Jesús en Jerusalén, conocida como 
"La Burrica".

## Bandas
- CCTT Santa Cruz:

Es la banda más joven de Tobarra, formada en 2006, siendo el principal impulsor Luis Miguel Valcárcel Peña, contando siempre con el apoyo de Pascual Sánchez Inza. Su primera actuación se produjo el 18 de marzo de 2006. Actualmente la Banda está compuesta por 40 miembros cuya media de edad no supera los 18 años.
- Agrupación Musical STA. M. Verónica:

Aunque hay datos sobre bandas de la Hermandad de la Santa Mujer Verónica desde los años 40, y posteriormente hubo una refundación en los años 80, no fue hasta la Semana Santa de 1992 cuando se inicia el proceso actual de la mano de Fernando Paterna. En sus comienzos fue una Banda de Cornetas y Tambores. Fue en 2005 cuando entró a formar parte el Director artístico, José Antonio Villena Inza, quien aporta una frescura a la Banda, y con el paso del tiempo, el camino para llegar a ser una Agrupación Musical. Actualmente está compuesta por 60 miembros.
- Agrupación Musical Cruz Roja:

En sus comienzos fue una Banda de Cornetas y Tambores, se crea en 1977 por un grupo de voluntarios de Cruz Roja, bajo el patrocinio y apoyo de la Hermandad de la Caída, adoptando el estilo Militar. En su larga trayectoria, llegó a estar formada por 140 músicos. En 2007, bajo la dirección de Francisco José Martínez, se convierte en Agrupación Musical, actuando en Tobarra, Hellín, Alicante, Sevilla, etc. Posee un trabajo discográfico, Bendice a Tobarra Señor. Actualmente está formada por 85 componentes.
- Sociedad Unión Musical Santa Cecilia de Tobarra:

En la actualidad la banda está formada por unos 110 componentes, siendo numerosas las actuaciones que realizan a lo largo del año entre conciertos, procesiones, actos como el Pregón, desfiles, pasacalles, corridas de toros, intercambios y festivales. Durante muchos años, mientras éste se celebró, tuvo un papel fundamental en la organización del ciclo musical anual que transcurría entre noviembre y enero y que estaba dedicado a la memoria del Maestro Gil Lerín. 
También ha ganado numerosos premios quedando entre ellos el primer puesto en la entrada de bandas ciudad de Almansa. Esta banda de música centenaria cuenta con numerosos premios y un trabajo discográfico titulado "Viernes Santo en Tobarra" que incluye, entre otras marchas de procesión, la marcha homónima compuesta por el que fuera director de la Banda y compositor Pedro Gil Lerín.

## Bendición
Es probablemente el momento más importante de la Semana Santa de Tobarra, y sin duda, el más multitudinario. Tiene lugar en la mañana de Viernes Santo en el monte Calvario. A la llegada de Nuestro Padre Jesús Nazareno a este lugar comienza el momento más esperado. Se dan tres toques de silencio, interpretados por una corneta, para que el ruido ensordecedor de los tambores cese durante unos instantes. Sigue un sermón del sacerdote, recordando en su palabras principalmente a los ausentes. Miles de personas escuchan. Tras éste comienza a sonar “Mektub”, marcha fúnebre de Mariano San Miguel. Interpreta la Banda de la Unión Musical “Santa Cecilia”. Al mismo tiempo la imagen de Nuestro Padre Jesús Nazareno, por medio de un sistema mecánico de articulación, mueve su brazo derecho impartiendo la señal de la cruz a los cuatro puntos cardinales, dando su Bendición, comenzando desde el Noroeste a la Virgen de los Dolores y cementerio, Noreste subida al Calvario, Sureste explanada y falda del monte Calvario y Suroeste al Pueblo y Ermita de la Encarnación, finalizando dando cara de nuevo a la Virgen de los Dolores. Otra vez suena la corneta, para decir que la Bendición ha terminado y dando paso al ruido ensordecedor de los tambores. 
El acto se repite a la llegada de la procesión a la Plaza de España.
Durante unos 35 años y hasta 2015 el toque de silencio fue interpretado por Francisco Martínez Alcaraz (†16-03-2016), acompañado por algún componente de la banda de la Cruz Roja o de la Unión Musical Santa Cecilia de Tobarra, (a veces por su hijo, Francisco Martínez García)
Durante los años 1937, 1938 y 1939 esta Bendición no se celebró a causa de la Guerra Civil y en 1940 la hermandad de Nuestro Padre Jesús Nazareno desfiló en solitario para realizar la Bendición sin compañía de ninguna otra hermandad.

## Tambor

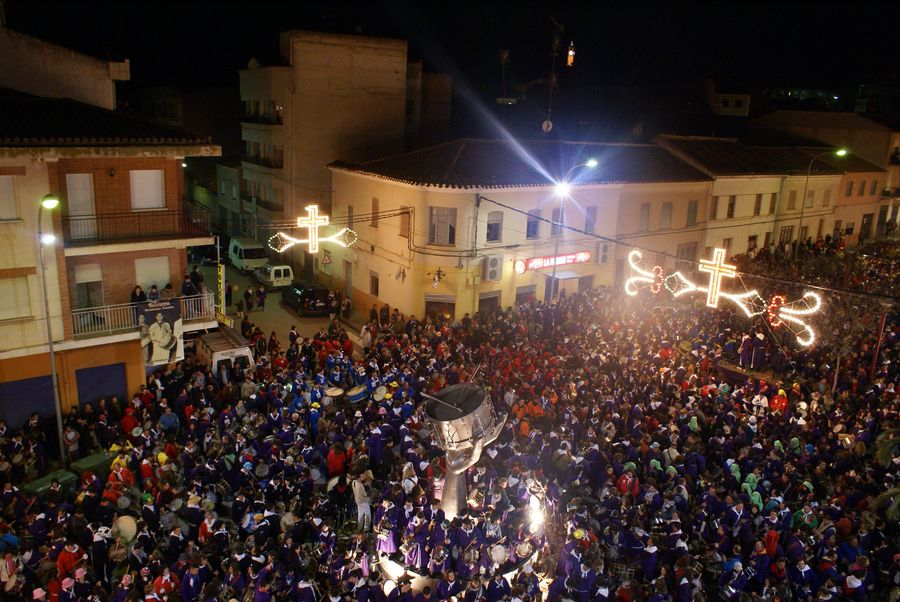
Tamborada

### Origen
El origen del toque del tambor en Tobarra está envuelto en la leyenda, que narra que los tobarreños se defendieron de un ataque musulmán haciendo ruido con sus tambores para simular la presencia de un gran ejército. La investigación histórica ha querido ir más allá del mito y desde que se comenzó a investigar se ha puesto de manifiesto que los más viejos del lugar decían que "sus abuelos ya tocaban el tambor", en el Museo del Tambor de Tobarra se conservan algunas piezas atribuidas al siglo XVIII.
Una hipótesis sobre el origen del tambor afirma que podría haber sido un elemento incorporado a la procesión en algún momento a partir del siglo XVI por los franciscanos o por los hermanos de la Cofradía de la Sangre, separándose posteriormente de las procesiones. El hecho de que los colores tradicionalemente mayoritarios de las túnicas tamborileras (rojo y morado) coincidan con las que llevaban las primeras hermandades de Tobarra refuerza en parte la hipótesis, otros apuntan a que la carestía llevaba a la gente a compartir la túnica o a usar para el tambor viejas túnicas de hermandad, de hecho en lugares donde hoy se toca el tambor con un solo color de túnica, testimonios no muy lejanos apuntan al uso de túnicas viejas de hermandad para la tamborada.
El tambor en Tobarra, como instrutmento, alcanza la categoría de arte, siendo instrumentos muy valorados y reconocidos a nivel nacional e internacional por su esmerado trabajo y delicadeza, así como por sus formas e innovación constante, tanto en materiales, formas y diseños, valorándose algunos de ellos en más de 18000 euros. En Tobarra el tambor se toca mayoritariamente en Cuadrilla debido al sentimiento de agrupación o grupo y hermandad, estimándose unas 200 cuadrillas lo que ha llevado incluso a la confección de tambores iguales para todos los miembros de la cuadrilla (hombres, mujeres y niños) en variedad de dimensiones, pero iguales con respecto al diseño.
El tambor se toca en Tobarra desde las 4 de la tarde del Miércoles Santo hasta las 12 de la noche del Domingo de Resurrección (104 horas ininterrumpidamente, siendo el lugar donde más horas se toca de España). El toque solo se interrumpe en determinados momentos como el acto de la Bendición o el Encuentro. Como ejemplo de esta tradición basta decir que cuando el cambio horario de verano coincide con la Semana Santa el ayuntamiento de esta localidad publica un bando para retrasar el cambio de hora hasta el lunes, con el fin de no quitar una hora de las tradicionales 104, manteniéndose el pueblo con una hora menos que el resto del país.
Entre los toques más populares en Tobarra están el "Zapatata", "la Magdalena" o el "Me lo has tentao". Los tamborileros visten túnica ceñida con cordón en la cintura, y pañuelo anudado al cuello o capuz.

### Artesanía del Tambor Tobarreño
Se dice que en Tobarra se fabrican los tambores más artísticos del mundo, de hecho a Tobarra se la conoce como la Cuna del Tambor. La artesanía del palillo también tiene una gran relevancia.
Los artesanos del tambor han dado al tambor tobarreño unas características únicas, haciéndolo evolucionar desde sus orígenes hasta la actualidad.
La evolución del tambor tobarreño ha dado nombre al Monumento al Tambor que se erigió en la Avenida de la Constitución, y que fue elaborado por Jesús Damián Jiménez Ramírez, hijo del gran artesano tamborilero Jesús Jiménez Ortíz "Batanero", autor de los tambores denominados "La Tira", "La Biblia" y "La Pasión" - cada uno de ellos con más de 2.000 horas de trabajo artesano -
De la mano de los artesanos del tambor tobarreño han surgido auténtijas joyas de bellísima traza (los tres tambores antes referidos son buenos ejemplos de ello) así como osados diseños que tienen al tambor como protagonista, como el tambor de una sola piel o tambor pandereta, el tambor de cuatro pieles, el tambor sin tornos, el tambor sin caja, el tambor cuadrado, los primeros tambores de metacrilato y de madera (de Fernando Reina Escribano "Cachito"), y muchos más.
En la actualidad son muchos los tobarreños aficionados que siguiendo el ejemplo de esos y otros maestros artesanos (como "El Casón", "El Moso", "Escarchas", Manuel Gómez "El Chato", y muchos más) se hacen sus propios tambores artesanos. De sus manos han salido también auténticas joyas.

### Túnicas
El tambor en Tobarra se toca con túnicas de distintos colores, esa es una peculiaridad de la Tamborada tobarreña. Los colores predominantes son el morado y el rojo. Se desconoce exactamente la razón de esa particularidad, una teoría afirma que dado que muy probablemente el tambor comenzó tocándose dentro de las procesiones, los tamborileros usaban los colores de las dos hermandades que existían en Tobarra en el siglo XVII, el rojo de la Sangre de Cristo y el morado de Nuestro Padre Jesús, posteriormente, al salir de los desfiles procesionales, el tambor conservó la vestimenta que usaba con anterioridad. La aparición de las cuadrillas uniformadas a partir de los años 80 provoca una explosión del uso del color morado, que es mucho más fácil de encontrar que amenazó con desplazar el uso de los restantes colores, hoy sigue siendo mayoritario, aunque se van recuperando otros colores como el azul o el blanco.
Antes de 1936 el tambor se tocaba con capuz, normalmente vuelto. Tras la guerra aparece el pañuelo, que consume mucha menos tela y trabajo y resultaba mucho más económico y terminó por desplazar el uso del capuz entre los tamborileros, hasta el extremo de que prácticamente desapareció. Hoy en día son varias las cuadrillas tamborileras que están recuperando el capuz como prenda típica.
Aunque es mayoritario el uso del cordón o cíngulo, también se toca sin cordón.

### Cuadrillas
Aunque el toque del tambor es libre en Tobarra dentro del horario marcado y respetando en todo momento los recorridos de las procesiones, y los toques de silencio, el tambor se toca fundamentalmente en cuadrilla, lo que implica que un grupo de amigos toque la misma marcha. A partir de 1985 comienzan a proliferar las cuadrillas uniformadas, de manera que todos los componentes compran túnicas y pañuelo (o capuz) del mismo color, algunas serigrafiando los pañuelos y otras incluso, elabrorándose sus propios tambores todos iguales.
Durante la época en que José María Hurtado Ríos dirigió el Museo del Tambor de Tobarra se realizó un censo de Cuadrillas, registrándose más de 200.

### La mujer tamborilera
Hoy en día la mujer toca el tambor igual que el hombre, pero no siempre fue así, hasta hace no demasiado tiempo la presencia masculina era muy superior, y se supone que en su origen sólo los hombres tocaban el tambor, como sólo ellos salían en las procesiones.
El origen del toque de la mujer pudo estar en el intento de prohibición del toque de tambor el Viernes Santo por la tarde. Poco después de la Guerra Civil, un cura intentó evitar que se tocara el tambor en Tobarra el Viernes Santo por la noche, a cambio se ofreció a los tamborileros tocar el Sábado Santo, que no se tocaba. Para darle fuerza legal, el Ayuntamiento emitió un Bando o un edicto en el que se "prohibía que los hombres tocaran el tambor" el Viernes Santo por la noche. Ese año varias mujeres salieron a tocar con copias del bando y el capuz bajo, cuando los guardias fueron a identificarlas se encontraron con la sorpresa de que el bando prohibía a los hombres tocar, pero no a las mujeres. Desde ese año y durante muchos más, el día para el toque de la mujer fue el Viernes Santo por la tarde. También desde ese año se toca el tambor el Sábado Santo en Tobarra.

## Videos
- Semana Santa de Tobarra. ¡Vivela! : http://www.youtube.com/watch?v=QAxFVj7CRzU ; http://www.youtube.com/watch?v=8yUI4C4LgG8
- La Sexta Noticias (Tamborada y cambio de hora): http://www.youtube.com/watch?v=-Y25rw3oWUo